# .vg
.vg — домен верхнего уровня для британской заморской территории Британские Виргинские острова. Зарегистрирован 20 февраля 1997 года. В настоящий момент регистрацией доменов .vg занимается британская компания AdamsNames Ltd., которая также управляет зонами .tc, .ms и .gd.
Формально доменная зона .vg предназначена для доменов организаций и лиц, связанных с Британскими Виргинскими островами. Но благодаря отсутствию ограничений зона используется для сайтов любых физических и юридических лиц независимо от специфики их деятельности и местонахождения. Требования к доменному имени: имя не должно нарушать авторских прав и прав человека, а также принципов гуманности и морали. Доменные споры решаются путём привлечения независимого эксперта, сотрудничающего с администратором зоны.
Желающих зарегистрировать домен .vg нередко привлекает то, что эта аббревиатура может расшифровываться как «Видеоигра» (англ. Video Game) или «Видеоигры» (англ. Video Games).